# La Voz de los Libertadores 1030 AM
Alerta Boyacá 1030 AM (o simplemente como Alerta Boyacá), es una estación de radio en AM ubicada en Duitama, Boyacá, Colombia. La emisora es de RCN Radio, bajo el sistema de Alerta.

## Historia
Es la primera emisora de radio en establecer en el Municipio de Duitama. Fue creado por los empresarios locales Clemente J Rodríguez, Hernando Garzón, Héctor Barrera y su primo Jorge Rodríguez, quienes crearon la Sociedad Cooperativa Radio Duitama Limitada, que años más tarde sería rebuatizado como La Voz de Los Libertadores, en homenaje al libertador Simón Bolívar que combatió junto a Francisco de Paula Santander, José Antonio Anzoátegui y Juan Nepomuceno Moreno, en la Batalla de Boyacá del 7 de agosto de 1819. 
La sociedad fue aprobada la licencia por el Ministerio de Telecomunicaciones del entonces gobierno de Guillermo León Valencia Muñoz. También formaron accionistas como los hermanos Héctor y Alberto Barrera en el cargo de los servicios técnicos y las aportaciones económicas a la emisora. La nueva frecuencia fue asignada a través de la 1030 kHz de AM con una torre de transmisión en el Sector Puntalarga, a las afueras del municipio. También adquirió un local de arriendo en el centro de la ciudad de manera temporal, mientras comenzaría la construcción de su nueva sede. El valor estimado de la instalación era unos $30.000, y los elementos de la antena transmisora era un valor inferior al $1'000.000, bajo la dirección del Ingeniero Carlos Estévez.
Finalmente es inaugurado su nueva sede en el centro, localizado en un edificio residencial, propiedad de un familiar de los Bacerras. 
El día 5 de julio de 1965, comenzó las emisiones de la estación radial con la emisión del Himno Nacional de la República, seguido por la nueva identificación y espacios musicales que fueron organizados por el recién inaugurado Conservatorio de Duitama. La emisora pasó grandes figuras importantes locales como Alfonso Murillo, Héctor Chaparro y César Granados. La emisora, junto a las emisoras Radio Villa del Sol de Sogamoso, Radio Triunfo de Tunja y Radio Tochalá en Cúcuta, de la cual se crearía la Grupo Radial Libertadores. En 1968, se afilió a Todelar Radio, luego se afiliaría a Caracol Radio, y desde 1979, es adquirida a RCN Radio. Desde el año 2008, la emisora forma parte del sistema La Cariñosa. La emisora han realizado diversos eventos locales, desde eventos benéficos, musicales, culturales, entre otros.
La emisora es de RCN Radio, bajo la dirección de Ximena del Pilar Mejía Enciso, mientras que los locutores son Álvaro Torres Revelo, Martha Patricia Araque Chaparro, Wilson Morales y Armando Reyes Lara. 
Desde el 2014, es una de las emisoras más escuchadas de Duitama, según el estudio general de Medios Ecar.
La Voz de los Libertadores fue el centro de operaciones para celebraciones y eventos sociales en Duitama y en la provincia del Tundama, como las festividades de Reyes, el Aguinaldo Paipano, en su primera etapa, la Maratón de Los Libertadores o el récord Mundial de Locución.
La Cariñosa Duitama ha descentralizado su red de información y noticias para abarcar a todas las comunas de la Perla de Boyacá y desempeña el papel de puente entre las comunidades y administraciones desde el 4 de agosto de 2025, esta frecuencia ya hace parte del nuevo sistema regional de RCN Radio Alerta